# William H. McRaven

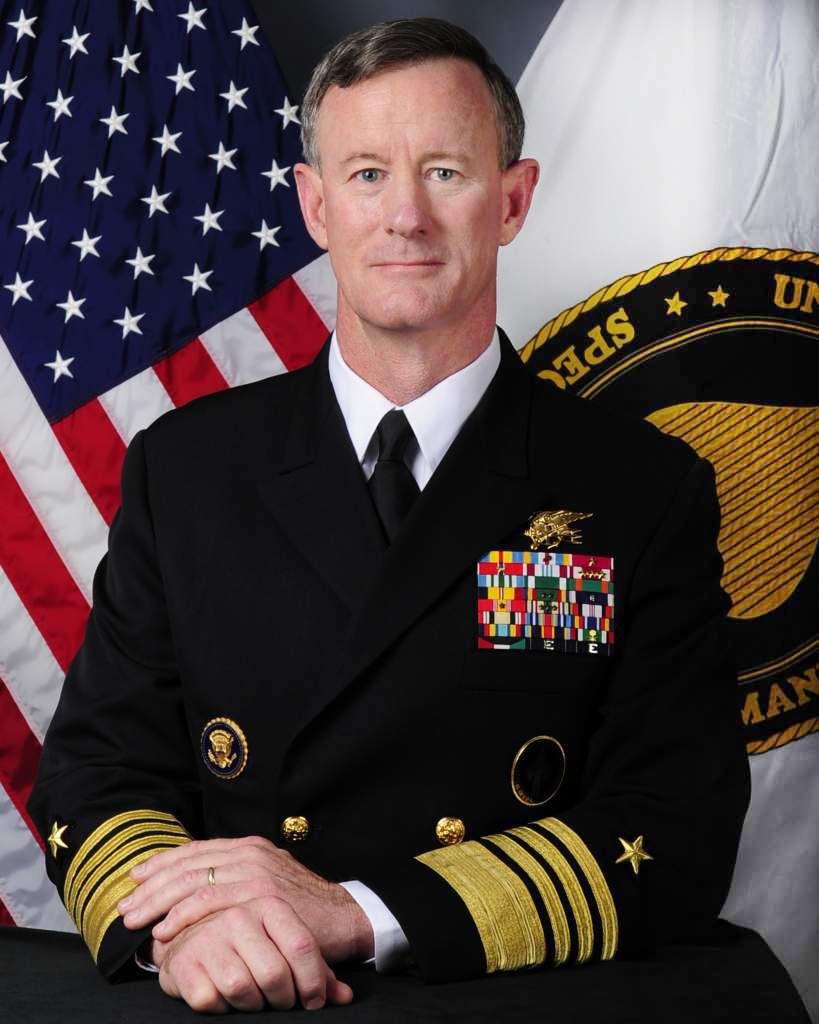
William H. McRaven, 2012. Fotografia oficial tirada aos Almirantes da Marinha dos Estados Unidos

William Harry McRaven (6 de novembro de 1955) é um almirante quatro estrelas aposentado da Marinha dos Estados Unidos que serviu pela última vez como o nono comandante do Comando de Operações Especiais dos Estados Unidos de 8 de agosto de 2011 a 28 de agosto de 2014. De 2015 a 2018, ele foi o chanceler da Universidade do Texas.
McRaven serviu anteriormente de 13 de junho de 2008 a agosto de 2011 como comandante do Comando de Operações Especiais Conjuntas (JSOC) e de junho de 2006 a março de 2008 como comandante do Comando de Operações Especiais da Europa (SOCEUR). Além de seus deveres como COMSOCEUR, ele foi designado como o primeiro diretor da OTAN, Forças de Operações Especiais Centro de Coordenação (NSCC), onde ele foi responsável por melhorar as capacidades e inter-operacionalidade de todas as Forças de Operações Especiais da OTAN. McRaven se aposentou da Marinha dos EUA em 28 de agosto de 2014, após mais de 37 anos de serviço.